# Първи мост на дружбата „Тайланд-Лаос“
Първият мост на дружбата „Тайланд-Лаос“ е построен над река Меконг и свързва провинция Нонг Каи в Тайланд с префектура Виентян в Лаос.
Строителството на моста е финансирано от правителството на Австралия като помощ за развитието на Лаос в размер на 30 милиона щатски долара. Строителството е извършено от австралийски фирми. Мостът е открит официално на 8 април 1994 г.
Мостът е с дължина 1170 m и се състои от едно железопътно трасе в центъра, построено от тайландското правителство през лятото на 1994 г. От двете му страни има 2 платна за движение на автомобили с ширина 3,5 m, а от външните страни на моста – по една пешеходна пътека с ширина 1,5 m.
Движението на автомобилите по моста става от лявата страна, подобно на възприетия в Тайланд (а също така във Великобритания и др. страни) начин.
През 2004 г. е подписано съглашение за изграждане от страна на Тайланд на 3,5 km железопътна линия до първия град в лаоска територия (Тха Налаенг), което ще бъде първата железопътна връзка между двете страни. През 2006 г. Френската агенция за развитие поема ангажимент за продължаване на линията с 30 km до столицата на страната Виентян.